# Amelia Lanyer
Amelia Lanyer, även kallad Emilia Lanier och Aemilia Lanyer, född Bassano 1569 i Bishopsgate, död 1645 i London, var en engelsk poet. Hon räknas som Englands första publicerade kvinnliga yrkesförfattare. Hon utgav ett enda verk, diktsamlingen Salve Deus Rex Judaeorum (1611). Hon har utpekats som förebilden för Shakespeares "Dark Lady".

## Biografi
Amelia Lanyer var dotter till den venetianske musikern Baptiste Bassano (död 1576), som var hovmusiker hos Elisabet I av England, och Margret Johnson. Hon blev genom sin fars kontakter skyddsling och fosterbarn hos Susan Bertie, hertiginna av Kent, som gav henne en hög bildning; hon lärde sig bland annat latin. Efter sin mors död 1587 blev hon älskarinna till drottning Elisabets kusin Henry Carey, 1:e baron Hunsdon. Förhållandet upphörde när hon blev gravid, och ett äktenskap arrangerades med hennes kusin Alfonso Lanier. Äktenskapet var olyckligt och maken beskrivs som en skuldsatt slösare. Hon fick flera barn, men alla hennes barn tycks ha avlidit unga.
När hon utgav sin diktsamling 1611, var hon inte Englands första kvinnliga publicerade författare, men däremot den första som kallade sig yrkesförfattare och har blivit känd som sådan. Hennes diktsamling uppmärksammades på sin tid och betraktades som radikal, och hon har blivit benämnd som protofeminist.
Efter sin makes död 1613 drev Amelia Lanyer en skola till 1619, som upphörde då hon flera gånger blev arresterad för att ha misslyckats med att betala hyran för skollokalen och föräldrarna inte ville ha sina barn i en skola hos någon som blivit arresterad. Hennes fortsatta liv är okänt utöver att hon processade med sin svåger och vid sin död beskrivs som "pensionär", vilket innebär att hon måste ha haft en fast inkomst.